# 杜廷璉
杜廷璉（16世紀—17世紀），字彝仲，號崑陽，北直隸大名府長垣縣人，明朝政治人物。

## 生平
杜廷璉個性孝友，在萬曆四十年（1612年）中舉人，崇禎元年（1628年）成進士，獲授大理寺左評事，處事公平，升任浙江道監察御史。其時正值旱荒，他多次上疏賑災，並巡視兩關，肅清部門，貪污絕跡。他雖然在都察院任職，但家中並無多餘積蓄，人稱為他為清官。

## 引用
1. 1 2  嘉慶《長垣縣志·卷十一·人物記》：杜廷璉，字彝仲，號崑陽，天性孝友，萬歷壬子舉於鄉，崇禎戊辰成進士。授大理寺左評事，用法平允，擢浙江道御史，時值旱荒，屢疏請賑，巡視兩關，內外肅清，貪污屏跡。歷臺省，家無餘蓄，人稱為清白吏。 舊志
2. ↑  錢海岳《南明史·卷八十八·列傳第六十四》：時大、順、廣遺臣：……長垣則杜廷連【璉】，字彝仲，崇禎元年進士授。大理寺評事，用法平允，以御史巡南關，貪歛絕跡，人以清白吏呼之。